# Militärflugplatz Payerne

i7
i11
i13
Der Militärflugplatz Payerne ist ein Militärflugplatz der Schweizer Luftwaffe in Payerne und Morens.

## Geschichte
Der Inhaber des ersten Schweizer Pilotenbrevets, Ernest Failloubaz, flog am 28. September 1910 die Strecke Avenches–Payerne. 1921 pachtete der Bund von der Gemeinde Payerne Land, um einen Flugplatz zu errichten. Im Jahr 1925 richtete die Armee in Payerne einen Flugplatz ein. 50 Jahre nach dem Flug von Failloubaz wurde 1960 auf dem Militärflugplatz ein Denkmal erstellt. Seit 1998 kann der Flugplatz auch eingeschränkt für zivile Zwecke benutzt werden.
Der Militärflugplatz Payerne ist die Heimatbasis der F/A-18-Fliegerstaffeln 17 Falcons und 18 Panthers sowie der Lufttransportstaffel 1. Sämtliche Luftfahrzeuge der Schweizer Luftwaffe werden von Payerne aus eingesetzt. Der Militärflugplatz Payerne dient als Ausbildungsstätte für sämtliche bodengebundenen Aufgaben für den Flugbetrieb; die Rekrutenschulen und Unteroffiziersausbildungen in Bereichen wie Flugzeugmechaniker, Unfallpikett usw. werden auf dem Militärflugplatz Payerne durchgeführt. 2023 wurde das Brandausbildungszentrum «IPT Phénix» eröffnet. Nebst den nötigen Gebäuden werden drei Brandsimulatoren «Flugzeug», «Helikopter» und «Transport/Zivilflugzeug» aufgebaut. «IPT Phénix» wird mit Propan betrieben und beinhaltet eine Anlage für die Säuberung und Rückführung des (Lösch)wassers. Zuvor wurden berufsmilitärische und zivile Berufsformationen im niederländischen Woensdrecht auf einer Flugzeugbrandanlage ausgebildet. Auch die F/A-18-Simulatoren befinden sich in Payerne. Die RUAG AG nimmt seit April 2021 Wartungsarbeiten an F/A-18-Maschinen der Schweizer Luftwaffe auf dem Militärflugplatz Payerne vor.
Die Autobahn A1 ist über einen Rollweg bei der Halle 5 mit dem Flugplatzgelände verbunden und kann wenn nötig als Start- und Landepiste verwendet werden. Anfang Juni 2024 hat auf der Autobahn erstmals ein Test mit Starts und Landungen von F/A-18-Kampfjets stattgefunden, wobei der Abschnitt zwischen Avenches und Payerne für maximal 36 Stunden gesperrt wurde. Die an beiden Pistenenden vorhandenen Fangseilanlagen für F/A-18 und F-5 sind bündig in der Piste versenkbar, damit sie kein Hindernis für Kleinflugzeuge darstellen.
Die fliegenden Komponenten der Schweizerischen Sicherheitsuntersuchungsstelle (SUST) sind auf dem Militärflugplatz stationiert, das zweite Flugzeug von Solar Impulse, die HB-SIB, war in Payerne erprobt worden.
Auf dem Gelände des Militärflugplatzes Payerne befindet sich zudem das Luftfahrtmuseum Musée de l’aviation militaire de Payerne Clin d’Ailes. Dieses bot bis 2024 gegen Bezahlung Mitflüge ab Payerne in der Mirage IIIDS J-2012 (ziviles Luftfahrzeugkennzeichen HB-RDF) an. Der Flugbetrieb mit dem Trainer Hawker Hunter T.68 J-4203 (ziviles Kennzeichen HB-RVW) wurde im Oktober 2014 eingestellt. Beide Flugzeuge befinden sich nun im Museum.
2004 fand auf dem Militärflugplatz Payerne die Internationale Airshow Air04 statt. Vom 30. August bis am 7. September 2014 fand auf dem Militärflugplatz Payerne die Air14 Airshow statt, jeden Tag führten die Schweizer Kunstflugteams Patrouille Suisse, Super Puma Display Team, F/A-18 Hornet Solo Display und PC-7 Team eine Flugvorführung vor. An den zwei Wochenenden wurden auch ausländische Flugzeuge und historische Flugzeuge vorgeführt. Grund für diesen Anlass war das 100-jährige Bestehen der Schweizer Luftwaffe sowie 50 Jahre Patrouille Suisse und 25 Jahre PC-7 Team.
Im August 2016 fand auf dem Gelände des Flugplatzes der grösste Sportanlass der Schweiz, das Eidgenössische Schwing- und Älplerfest, statt.
2024 fanden Tests mit Starts und Landungen von vier F/A-18-Kampfjets auf der naheliegenden Autobahn-Notlandepiste.

## Fliegerschiessplatz Forel
Bei Forel in der Gemeinde Estavayer liegt ein Fliegerschiessplatz, der für Luft-Boden-Schiessen mit Bordkanonen verwendet wird. Die Schiessübungen in den Neuenburgersee finden bereits seit 1928 statt, mittlerweile liegt das Gebiet im Naturschutzgebiet Grande Cariçaie.